# Пам'ятники Донецька
У Донецьку є 262 пам'ятники історії і культури, до них належать скульптури, меморіали, пам'ятні знаки і меморіальні дошки: 18 — присвячених Жовтневій революції 1917 року, 9 — громадянській війні в Росії, 30 — мистецтву, 30 — праці, 37 — братських могил, 3 — жертвам нацизму, 3 — діячам комуністичної партії, 1 — працівникам міліції, 1 — засновнику міста.
Першим пам'ятником Донецька (тоді ще Юзівки) був пам'ятник Олександру ІІ. Його відкриття планувалося на 1916 рік, але він зруйнувався за кілька днів до відкриття.
Деякі пам'ятники подаровані Донецьку іншими містами. Таким чином Донецьк отримав від Москви копію Цар-гармати, від Бохуму — копію дзвону встановленого біля ратуші, від Києва — оригінал скульптури Архістратига Михаїла.
У 2008 році донецька міська рада відхилила документ згідно з яким місцеві влади повинні були зносити пам'ятники радянським партійним і державним діячам.
Протягом 1990 — 2000-х років пам'ятники Донецька періодично піддаються вандальним акціям — так, проросійськи налаштовані вандали обливали фарбою пам'ятник Тарасу Григоровичу Шевченку в 2005 році, в кінці 2000-х українськими націоналістами були розбиті меморіальні дошки на вулиці Постишева і Артема, крім того «невідомі» розписали групу могил борців за радянську владу, пам'ятники Дзержинському і Артему.

## Список пам'ятників, монументів та скульптурних композицій Донецька
| Фото                          | Рік встановлення | Назва | Автори | Тема                                     | Район Донецька |
| ----------------------------- | ---------------- | --- | --- | ---------------------------------------- | -------------- |
|                               | 1937             | Пам'ятник Дзержинському | скульптор В. Бєлашова | Пам'ятники державним і політичним діячам | Ворошиловський |
|                               | 1951             | Пам'ятник С. М. Будьонному                                                                                                  | | Пам'ятники державним і політичним діячам |                |
|                               | 1953             | Пам'ятник Зої Космодем'янської                                                                                              | скульптор Сергій Олексійович Гонтар | Друга світова війна                      | Київський      |
|                               | 1953             | Пам'ятник стратонавтам | скульптори Юхим Білостоцький, Еліус Фрідман, Григорій Пивоваров, архітектор М. Іванченко                                                                                                   |                                          | Ворошиловський |
|                               | 1954             | Пам'ятник Гурову | скульптори Юхим Білостоцький і Еліус Фрідман, архітектор М. Іванченко | Друга світова війна                      | Ворошиловський |
|                               | 1954             | Пам'ятник Богдану Хмельницькому                                                                                             | скульптор Павло Гевеке | Пам'ятники державним і політичним діячам | Пролетарський  |
|                               | 1955             | Пам'ятник Тарасові Шевченку                                                                                                 | скульптори: М. К. Вронський, О. П. Олійник, архітектор: В. О. Шарапенко | Пам'ятники діячам культури               | Ворошиловський |
|                               | 1955             | Пам'ятник Берві-Флеровському на його могилі                                                                                 | |                                          | Ворошиловський |
|                               | 1957             | Група могил борців за радянську владу                                                                                       | архітектори — Е. А. Равін, Н. В. Куліков |                                          | Ворошиловський |
|                               | 1957             | «Непокорені» (С. Матьокін, С. Скоблов, Б. Орлов)                                                                            | скульптор В. М. Костін | Друга світова війна                      |                |
|                               | 1957             | Комсомольцям-підпільникам                                                                                                   | скульптор А. Осиченко | Друга світова війна                      |                |
|                               | 1959             | Пам'ятник Пушкіну біля Дому Культури імені Пушкіна                                                                          | | Пам'ятники діячам культури               |                |
|                               | 1961             | Пам'ятник В. В. Куйбишеву                                                                                                   | скульптори В. Костін, К. Водоп'янова, архітектор — М. Яковлєв | Пам'ятники державним і політичним діячам | Куйбишевський  |
|                               | 1961             | Пам'ятник С. М. Кірову | | Пам'ятники державним і політичним діячам |                |
|                               | 1961             | Пам'ятник Івану Яковичу Франку                                                                                              | | Пам'ятники діячам культури               |                |
|                               | 1963             | Пам'ятник Пушкіну в парку заводу хімічних реактивів                                                                         | скульптор Казанська Л. П. | Пам'ятники діячам культури               |                |
|                               | 1964             | Пам'ятник Гринкевичу | | Друга світова війна                      | Ворошиловський |
|                               | 1965             | «Жертвам фашизму» | скульптор Бринь Леонід Артемович, художник Юрій Можчіль, архітектор М. Дроздов | Друга світова війна                      | Ленінський     |
|                               | 1967             | Борцям за радянську владу                                                                                                   | скульптор Наум Гінзбург, архітектор С. Томіло |                                          | Кіровський     |
|                               | 1967             | Слава шахтарській праці | скульптор Констянтин Ракітянський, архітектор Павло Вігдергауз |                                          | Київський      |
| Файл:Donezk Zentrum Lenin.JPG | 1967             | Пам'ятник Леніну на площі Леніна                                                                                            | скульптор Е. М. Кунцевич, архітектори М. Іванченко і В. Іванченко | Пам'ятники державним і політичним діячам | Ворошиловський |
|                               | 1967             | Пам'ятник Артему | скульптор В. М. Костін, архітектори М. К. Яковлєв, М. М. Піддубний | Пам'ятники державним і політичним діячам | Ворошиловський |
|                               | 1968             | Пам'ятник Г. І. Петровському                                                                                                | скульптор — Сергій Гонтар | Пам'ятники державним і політичним діячам | Петровський    |
|                               | 1969             | Пам'ятник Пушкіну на бульварі Пушкіна                                                                                       | скульптор Наум Гінзбург, архітектор С. Томіло | Пам'ятники діячам культури               | Ворошиловський |
|                               | 1970             | Пам'ятник викладачам, наставникам і співробітникам Донецького медичного інституту                                           | скульптор Микола Ясиненко | Друга світова війна                      | Калінінський   |
|                               | 1970             | «Живі — безсмертним» | автор В. Я. Мілютін | Друга світова війна                      | Ленінський     |
|                               | 1974             | Пам'ятник загиблим в роки Великої вітчизняної війни (Німецько-радянська війна) жителям Куйбишевського району                | архітектор В. В. Лукашук | Друга світова війна                      | Куйбишевський  |
|                               | 1975             | Монумент загиблим, у сквері біля клубу заводу ґумово-технічних виробів                                                      | архітектори В. Е. Алферов, Володимир Петрович Кишкань | Друга світова війна                      |                |
|                               | 1977             | Пам'ятник Максиму Горькому                                                                                                  | скульптор Микола Ясиненко, архітектор Володимир Степанович Бучок | Пам'ятники діячам культури               | Калінінський   |
|                               | 1977             | Пам'ятник викладачам, наставникам і співробітникам Донецького політехнічного інституту                                      | скульптор Микола Ясиненко | Друга світова війна                      | Ворошиловський |
|                               | 1977             | Бюст М. І. Калініна | скульптор Бринь Леонід Артемович | Пам'ятники державним і політичним діячам |                |
|                               | 1980             | Пам'ятник медичній сестрі                                                                                                   | скульптор Олександр Порожнюк | Друга світова війна                      | Калінінський   |
|                               | 1980             | Пам'ятник Івану Ткаченку | скульптори Л. П. Казанська і М. А. Баранов, архітектор М. М. Піддубний | Друга світова війна                      | Ленінський     |
|                               | 1981             | Авіаторам і учасникам боїв за визволення Донбасу в роки Великої вітчизняної війни 1941—1943 років                           | | Друга світова війна                      | Київський      |
|                               | 1983             | Меморіал у шурфу шахти № 4/4-біс                                                                                            | скульптори В. І. Петрикін і В. Г. Кісєльов | Друга світова війна                      | Калінінський   |
|                               | 1984             | «Визволителям Донбасу» | скульптори Юрій Балдін, Олександр Порожнюк, архітектори Володимир Петрович Кишкань і Михайло Ксеневич, інженер-конструктор Єфим Леонідович Райгородецький                                  | Друга світова війна                      | Київський      |
|                               | 1990             | Пам'ятний знак на честь журналістів і письменників, загиблих в Великій вітчизняній війні                                    | скульптор Юрій Іванович Балдін, архітектор Володимир Петрович Кишкань | Друга світова війна                      | Київський      |
|                               | 1996             | Пам'ятник загиблим воїнам-афганцям                                                                                          | скульптор — Олександр Порожнюк, архітектор Е. Темкін |                                          | Київський      |
|                               | 1997             | Дзвін з міста-побратима Бохума                                                                                              | |                                          | Ворошиловський |
|                               | 1998             | Пам'ятник співробітникам органів внутрішніх справ                                                                           | скульптор Олександр Порожнюк, архітектор — Олійник Ю. П. |                                          | Ворошиловський |
|                               | 1998             | Бравий вояк Швейк | скульптор Віктор Федорович Піскун |                                          | Куйбишевський  |
|                               | 1999             | Пальма Мерцалова біля «Експодонбасу»                                                                                        | копія роботи Олексія Мєрцалова 1898 року, автор копії Сергій Каспрук |                                          | Київський      |
|                               | 1999             | Пам'ятник Сергію Бубці | скульптор Микола Ясиненко, архітектор Володимир Бучок |                                          | Київський      |
|                               | 2001             | Воїнам-автомобілістам — вихованцям ОСОАВИАХИМ-ДТСААФ-ОСОУ                                                                   | | Друга світова війна                      | Калінінський   |
|                               | 2001             | Героям-льотчикам донецького авіаційного клубу ОСОАВИАХИМ-ДТСААФ-ОСОУ                                                        | | Друга світова війна                      | Калінінський   |
|                               | 2001             | Пам'ятник Дєгтярову Володимиру Івановичу                                                                                    | скульптор Юрій Балдін, архітектор — Артур Лукін | Пам'ятники державним і політичним діячам | Київський      |
|                               | 2001             | Пам'ятний барельєф поету В.Стусу                                                                                            | скульптор Віктор Піскун, архітектор Бринь Леонід Артемович | Пам'ятники діячам культури               | Ворошиловський |
|                               | 2001             | Пам'ятник Джону Юзу | скульптор Олександр Скорих |                                          | Ворошиловський |
|                               | 2001             | Цар-гармата | копія роботи Андрія Чохова 1586 року |                                          | Ворошиловський |
|                               | 2001             | Пам'ятник зціленому хворому                                                                                                 | скульптори Павло Чєсноков і Юрій Балдін |                                          | Київський      |
|                               | 2001             | Донецький парк кованих фігур                                                                                                | |                                          | Ворошиловський |
|                               | 2002             | Статуя «Архістратиг Михаїл» у Свято-Преображенського кафедрального собору                                                   | скульптор Георгій Куравський |                                          | Ворошиловський |
|                               | 2002             | Пам'ятник Анатолію Солов'яненку                                                                                             | скульптор Олександр Скорих, архітектор — Віталій В'язовський | Пам'ятники діячам культури               | Ворошиловський |
|                               | 2003             | Пам'ятник Кобзону | скульптор Олександр Рукавішніков | Пам'ятники діячам культури               | Київський      |
|                               | 2003             | Пам'ятник жінці-матері | скульптор Карлен Калантарян за ескізом Микола Ясиненко |                                          |                |
|                               | 2005             | Пам'ятник жертвам політичних репресій                                                                                       | скульптор Олександр Порожнюк, архітектор Володимир Бучок |                                          | Кіровський     |
|                               | 2005             | Фронтонна фігура Мельпомени на Донецькому драматичному театрі                                                               | скульптор Юрій Балдін |                                          | Ворошиловський |
|                               | 2006             | Пам'ятник жертвам чорнобильської катастрофи                                                                                 | скульптор Юрій Балдін, архітектор Володимир Бучок |                                          | Ворошиловський |
|                               | 2006             | Український степ | скульптори: Петро Антип, Володимир Бабак, Олександр Дьяченко, Олександр Мацюк, Володимир Кочмар, Михайло Кушнір, Микола Водяний, Григорій Кудлаєнко, Василь Ярич, Трот Матіас, Пауль Ганді |                                          | Ворошиловський |
|                               | 2006             | Пам'ятник герою-рятівнику                                                                                                   | скульптор Віктор Пискун з синами Федором і Володимиром |                                          | Ленінський     |
|                               | 2006             | Пам'ятник воїнам-інтернаціоналістам, загиблим в Афганістані                                                                 | Віктор Пискун |                                          | Петровський    |
|                               | 2006             | Пам'ятник жертвам Голокосту                                                                                                 | скульптор Юрій Балдін, архітектор — Павло Віґдерхауз | Друга світова війна                      | Ленінський     |
|                               | 2006             | Пам'ятник The Beatles | скульптор Володимир Антипов | Пам'ятники діячам культури               | Ворошиловський |
|                               | 2007             | Ріки Донбасу | |                                          | Ворошиловський |
|                               | 2007             | Пальма Мерцалова біля облдержадміністрації                                                                                  | копія роботи Олексія Мєрцалова 1898 року, виконав Євген Єрмак |                                          |                |
|                               | 2007             | Скульптурні композиції, що уособлюють основні промислові галузі регіону: металургійну промисловість, вугільну промисловість | скульптор Георгій Беро |                                          | Ворошиловський |
|                               | 2007             | Пам'ятник Олександру Астраханю                                                                                              | скульптор Скорих Олександр Митрофанович |                                          | Ворошиловський |
|                               | 2007             | Пам'ятник студенту | скульптори — Микола Новіков, Дмитро Ілюхін |                                          |                |
|                               | 2008             | «Юність» | скульптор Миколай Білик |                                          | Ворошиловський |
|                               | 2008             | Добрий ангел Миру | Автори концепції Петро Стронський і Олег Олейник |                                          | Ворошиловський |
|                               | 2009             | Пам'ятник Ватутіну | скульптор Віктор Піскун | Друга світова війна                      | Ворошиловський |
|                               | 2010             | Пам'ятник страховому агенту в образі Юрія Дєточкіна, персонажу кінокомедії «Стережись автомобіля»                           | скульптор Ігор Макогон |                                          | Ворошиловський |
|                               | 2010             | Пам'ятник на честь рятівників миру                                                                                          | Євген Щербаков |                                          | Ворошиловський |
|                               | 2010             | Пам'ятник Валерію Арсенову                                                                                                  | |                                          | Куйбишевський  |
|                               | 2010             | Пам'ятник міліціонерам-транспортникам, загиблим в роки Великої Вітчизняної війни і в мирний час                             | |                                          |                |
|                               | 2013             | Пам'ятник учасникам Другої світової війни.                                                                                  | скульптори: Крилов Борис і Олесь Сидорук. | Друга світова війна                      | Петрівський    |
|                               | ????             | Цвинтар німецьких військовополонених                                                                                        | | Друга світова війна                      | Кіровський     |
|                               | ????             | Воїнам-лідіївцям полеглим в боях за Вітчизну в 1941—1945 роках                                                              | | Друга світова війна                      | Кіровський     |
|                               | ????             | Пам'ятник Ф. І. Толбухіну                                                                                                   | скульптор Юрій Балдін, архітектор Артур Лукін | Друга світова війна                      | Калінінський   |
|                               | ????             | Слава воїнам шахтарям | | Друга світова війна                      |                |
|                               | ????             | Пам'ятник Масловському Віктору Миколайовичу                                                                                 | ???? | Друга світова війна                      | Ленінський     |
|                               | ????             | Могила Чжана Шена-Лі | | Друга світова війна                      |                |
|                               | ????             | Пам'ятник Максиму Горькому                                                                                                  | Бринь Леонід Артемович | Пам'ятники діячам культури               | Калінінський   |
|                               | ????             | Пам'яті загиблих робітників при вибуху динаміту на проходці № 17 Рутченківської шахта 7 лютого 1928 року                    | |                                          | Кіровський     |
|                               | ????             | Пам'ятник Металургу | |                                          |                |
|                               | ????             | Поляна казок | |                                          | Київський      |
|                               | ????             | Скіфська композиція — Пектораль з Товстої Могили, скіфський воїн («Золотой скіф») і скіфський шолом                         | скульптори Юрій Балдін і Володимир Киселев |                                          | Ворошиловський |
|                               | ????             | Пам'ятник Менделєєву в ботанічному саду                                                                                     | |                                          | Калінінський   |
|                               | ????             | Комбайн прохідницький КСП-32                                                                                                | |                                          | Ворошиловський |
|                               | ????             | Пам'ятник Туган-Барановському                                                                                               | |                                          | Ворошиловський |
|                               | ????             | Пам'ятник Миколі Куценку | |                                          | Кіровський     |
|                               | ????             | Пам'ятник першому політичному страйку шахтарів і майстрів Рутченково                                                        | |                                          | Кіровський     |
|                               | ????             | Пам'ятник страховому агенту                                                                                                 | |                                          | Ворошиловський |

## Зниклі пам'ятники
| Зображення | Рік встановлення | Рік зникнення | Назва                                   | Автори                        | Місце встановлення                                                                   |
| ---------- | ---------------- | ------------- | --------------------------------------- | ----------------------------- | ------------------------------------------------------------------------------------ |
|            | 1916             | 1916          | Пам'ятник Олександру II                 | Автор проекту Микола Гаврилов | Площа за Свято-Преображенським кафедральним собором (тепер сквер Полеглих комунарів) |
|            |                  |               | Пам'ятник Сталіну                       |                               | Центральний парк культури і відпочинку імені Щербакова                               |
|            |                  | 1977          | Перший пам'ятник Максиму Горькому       |                               | Сквер Горького                                                                       |
|            |                  |               | Перший пам'ятник Леніну на площі Леніна |                               | Площа Леніна                                                                         |

## Заплановані і нереалізовані пам'ятники
У Донецьку можуть з'явитися:
- Пам'ятник загиблим шахтарям[11]
- Футбольному клубу «Металург»[12]
- Леву Толстому[13]
- Сергію Прокофьеву[14]
- Пам'ятник партизанам і підпільникам[15]
- Жінкам-шахтарям[16]
- 500-річчю Кальміуської паланки
- Жертвам голодомору